# Simeon ten Holt
Simeon ten Holt, född 24 januari 1923 i Bergen i Noord-Holland, död 25 november 2012 i Alkmaar, var en nederländsk tonsättare och pianist.
ten Holt studerade för Jakob van Domselaer, vars arbete starkt påverkade hans tidiga produktion, samt vid École Normale de Musique de Paris för Arthur Honegger och Darius Milhaud. Åren 1969–1975 undervisade han vid Universitetet i Utrecht samtidigt som han arbetade med elektronisk musik. Han fick sitt stora genombrott med Canto ostinato, som han komponerade mellan 1976 och 1979: ett verk för ett eller fler klaverinstrument med öppen, repetitiv struktur där musikerna själva får påverka framförandets utformning och längd.